# 青春的戀曲
「青春的戀曲」（青春のセレナーデ）是日本的女子偶像歌手真野惠里菜的第9张单曲。2011年1月26日由hachama发售。

## 概要
- 此單曲有3個版本，分別有「初回生産限定盤A」、「初回生産限定盤B」和「CD ONLY」。「初回生産限定盤A」收錄了「青春的戀曲」的PV。
- 在2月7日於公信榜单曲週排行榜取得第13位。

## 收錄内容

### CD（初回生産限定盤A、初回生産限定盤B、CD ONLY）
1. 青春的戀曲
（作詞：三浦徳子 作曲：泰誠 編曲：河合英嗣）
2. 21世紀的戀愛事由（21世紀的恋愛事情）
（作詞：三浦徳子 作曲：泰誠 編曲：大久保薫）
3. 青春的戀曲(Instrumental)

### DVD（初回生産限定盤A）
1. 青春的戀曲（Dance Shot Ver.）